# 椙岡俊一
椙岡 俊一（すぎおか しゅんいち、1940年4月1日 - 2021年11月5日）は、昭和後期から平成期の実業家。阪急百貨店社長・会長、エイチ・ツー・オー リテイリング会長、阪急阪神ホールディングス取締役などを務めた。百貨店の新規出店、阪神百貨店との経営統合、イズミヤの買収などでエイチ・ツー・オーリテイリングを成長させた。

## 来歴・人物
東京府（現・東京都）出身。慶応義塾大学商学部を卒業した1964年（昭和39年）、阪急百貨店に入社。うめだ本店で子供服売り場を担当していた1980年ごろ、完全買い取り制の自社ブランド「ポテトチップス」をスタートさせ、名を上げた。同ブランドは岩田屋、名鉄百貨店、東急百貨店へも納入されるほどとなる。
1990年代半ば、阪急百貨店の経営企画担当取締役に就いていた椙岡に新聞記者が経営方針を聞くと、経営の流れを説明しながら、ホワイトボードに詳細なチャートを書いた。情報の整理ができる人物と評されていた。
2000年3月初め、売上高の減少が3年続く厳しい局面で、松田英三郎社長から次期社長を指名された。松田によると、「変化に気がつく感性があり、百貨店の将来に対して夢を持っている人」という。前年6月に取締役から常務に昇格し、10月にうめだ本店長になったばかりだったが、5人抜きで椙岡の社長就任が決定した。百貨店は高質なニーズに対応する専門業態に移り、お客様全員に満足はあり得ないという持論を展開し、客層を絞り込んだ本店の売場改装も準備していた。経営改革を進めて、業界の勝ち組に名を連ねることを目指した。最初の２年間は抜本的な構造改革に着手し、2002年からは、いよいよ「今後のマーケットにどう向き合うか」という難題に取り込んだ。
2006年ごろ、九州旅客鉄道（JR九州）は九州新幹線全通に合わせ、博多駅ビルの建て替えを検討しており、核テナントの百貨店を募集していた。全国的な知名度を誇り、大阪・難波の本店やジェイアール名古屋タカシマヤといったターミナルデパートの実績も持つ髙島屋の出店が有力視されていたが、岩田屋を上回る九州・福岡最大級の百貨店を出店したい髙島屋と百貨店のほかにもテナントを多数入居したいJR九州との間で折り合いがつかなくなり、阪急百貨店との出店交渉に切り替えた。阪急百貨店は「九州ではニューフェイス」であることは椙岡も認めていたが、4万平方メートルでの出店を了承した。同年4月3日にJR九州との出店合意に至った。同店は京阪神のドミナントエリア外ではあるものの、新たな本店を作るという意気込みで取り組み、2011年（平成23年）3月3日に入居するJR博多シティと共に博多阪急を開業した   。
うめだ本店の建て替えについては、機能だけではお客様は興味を示さないので、「品質と価格」か、目に見えない文化的価値で勝負せざるを得ないと考えた。百貨店では業態特性として前者に取り組むべきではないとして、後者で勝負する劇場型百貨店という方向性を決めた。「百貨店は劇場、商品は役者、そして経営陣は劇場主」との言い回しで、物販を6割に抑え、売上より来店頻度を上げる独自の方針を取った。百貨店の地方・郊外店に関しても（阪急阪神百貨店には地方店はないものの）ビジネスには戦略と戦術、さらに戦闘が必要で、価格競争という先頭を避けるために百貨店らしさを強める戦略、戦術が必要であると考えていた。

### 経営統合について
一方、髙島屋との経営統合に取り組んでいたこともある。同社から持ちかけられ、2008年初頭から経営企画担当者同士が情報交換をし、同年4月1日から社長同士も話し合いを重ねるなど同社と経営統合を目指して本格的な協議を始め、同年10月10日に高島屋と3年以内の経営統合を前提に資本・業務提携を結ぶと発表した。しかし、椙岡が阪急百貨店社長時代に年功序列制度の廃止や成果主義的な制度の導入を進めて40歳代後半の役員も多くなっていた阪急百貨店に対して、年功序列的な人事制度の残る高島屋とは平均年齢も約5歳の開きがあるなど、人事制度の擦り合わせが極めて難しくなった。
さらに、また、全国展開を図る高島屋と大阪・梅田を中心に一極集中で地域密着型の営業を展開してきた阪急百貨店の間で戦略面での考え方に差異が広がり、限られた投資資金の配分などの課題で対立が深まった。
さらに、ワンマン経営者として知られる椙岡は、やはりワンマン経営者として有名な当時の高島屋社長・鈴木弘治と折り合うことも難しく、企業価値を反映する統合比率やトップ人事などでも意見の一致点を見出すことはできなかった。
そのため、2010年3月25日に阪急百貨店は大阪、高島屋は東京で別々に会見を行い、経営統合の中止を発表し、同日付で相互に派遣していた非常勤取締役を引き揚げた。ただし、発行済み株式の10%を相互に保有して資本提携をそのまま続ける<ことになり、引き続き業務提携を続けている。

### 神戸阪急について
椙岡は神戸市のハーバーランドに立地する神戸阪急において社長（阪急百貨店社長と兼任）を務めていたが、一度も黒字化しなかった。阪急百貨店に店舗移管する形で会社清算したのち、博多阪急開業から1年後の2012年3月12日に閉店に追い込まれた。
4年後の2016年10月、H2Oグループがセブン&アイ・ホールディングスからそごう神戸店などを継承することが報道された。同月、椙岡は阪急うめだ本店で始まる「英国フェア2016」のイベント後、記者団の取材に対し、セブン&アイ・ホールディングスから継承するそごう神戸店について百貨店業態を維持する旨を述べた。阪急うめだ本店は高付加価値品の品ぞろえで他店と差別化するのに対し、社内競合は生じるものの、品ぞろえなどの差別化で補完関係を図ると述べた。2019年10月、そごう神戸店出身の店長による新規企画、西宮阪急で成功した小型ステージの導入などを行い、ハーバーランド時代とは異なる地域密着型店舗として、そごう神戸店を引き継ぐ神戸阪急がオープンした。椙岡の死後も改装が続けられている。

### 孤高の経営者
椙岡は業界の目線ではなく、顧客の目線で仕事をしたいと考えていた。マスコミ等と会食したことはあるものの、基本的には百貨店関係者や取引先との会食には応じなかった。ある日、うめだ本店の近くを歩いていた日本経済新聞の記者と出くわした椙岡は吉野家で昼食を取ったばかりと笑った。
2015年には長期経営計画に目途がついたとして会長兼最高経営責任者（CEO）の退任を申し出て、取締役相談役に退いていた。後任は当面置かれず、2020年に鈴木篤が会長に就任した。
2017年6月21日付で相談役も退任した。

### 引退後
複数の企業や団体が顧問への就任などを要請した。しかし、自分の仕事は果たしたと考えたのか応じず、私生活を楽しんだ。最後まで孤高を貫いた。
2021年11月5日、誤嚥性肺炎のため死去。81歳没。本人の遺志で、お別れの会なども辞退した。

## 私生活
早朝のウオーキングを毎朝1時間ほど、ラジオを聴きながらするのが日課だった。愛犬を連れて行くと、「犬の方が疲れてしまって……」と笑うほど歩いていた。社内でも、1日に15000歩は歩いた。